# Астренёво
Астренёво — деревня в Лотошинском районе Московской области России.
Относится к Ошейкинскому сельскому поселению, до реформы 2006 года относилась к Ушаковскому сельскому округу.

## География
Расположена чуть южнее районного центра — посёлка городского типа Лотошино, рядом с автодорогой Р107 Клин — Лотошино, на левом берегу реки Лоби. Ближайшие населённые пункты — деревни Ушаково, Григорово, Мамоново и посёлок Кировский.

## Исторические сведения
До 19 марта 1919 года входила в состав Кульпинской волости Волоколамского уезда Московской губернии, после чего была присоединена к Лотошинской волости.
По сведениям 1859 года в деревне было 14 дворов, проживало 90 человек (42 мужчины и 48 женщин), по данным на 1890 год число душ в деревне составляло 45, по материалам Всесоюзной переписи населения 1926 года проживало 156 человек (74 мужчины, 82 женщины), насчитывалось 30 крестьянских хозяйств.
В 1927—1939 годах — центр Астренёвского сельсовета.

## Население
| 1852 | 1859 | 1926 | 2002 | 2006 | 2010 |
| ---- | ---- | ---- | ---- | ---- | ---- |
| 128  | ↘90  | ↗156 | ↘21  | ↘12  | ↘1   |